# 维约香槟
维约香槟（法語：Vieux-Champagne，法語發音：[vjø ʃɑ̃paɲ] ⓘ）是法国塞纳-马恩省的一个市镇，属于普罗万区。

## 地理
维约香槟（48°34'43"N, 3°8'17"E）面积8.89 平方千米，位于法国法蘭西島大區塞纳-马恩省，该省份为法国北部内陆省份，北起瓦兹省，西接埃松省、马恩河谷省、塞纳-圣但尼省和瓦兹河谷省，南至卢瓦雷省，东南接约讷省，东临马恩省和奥布省，东北接埃纳省。
与维约香槟接壤的市镇（或旧市镇、城区）包括：沙托布洛、迈松鲁日、布里地区圣瑞斯特、舍努瓦斯-屈沙尔穆瓦。
维约香槟的时区为UTC+01:00、UTC+02:00（夏令时）。

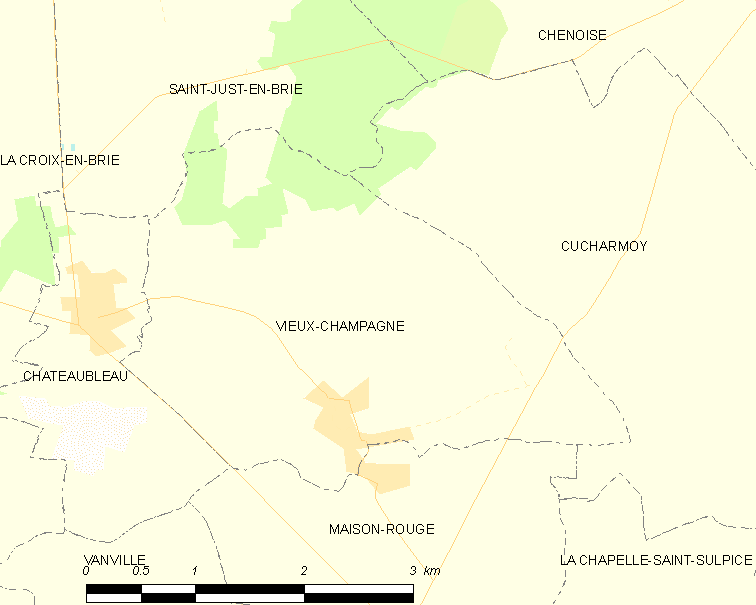
维约香槟的OSM定位图

## 行政
维约香槟的邮政编码为77370，INSEE市镇编码为77496。

## 政治
维约香槟所属的省级选区为楠日县。

## 人口

1962-2008年间维约香槟人口变化图示

维约香槟于2022年1月1日时的人口数量为190人。